# Maria Sander
Maria Sander (* 30. Oktober 1924 in Dinslaken als Maria Domagala; † 12. Januar 1999 in Niederwahn, bei Much, Nähe Köln) war eine deutsche Leichtathletin und olympische Medaillengewinnerin.
Sander, startend für den SC Rot-Weiß Oberhausen (ab 1951 für den SuS 09 Dinslaken), gewann den 80-Meter-Hürdenlauf bei den Deutschen Meisterschaften in den Jahren 1943, 1946 (unter ihrem Geburtsnamen Domagala), 1948, 1949, 1951, 1952, 1953 und 1954. 1955 gewann sie Silber und 1956 Bronze.
Im 100-Meter-Lauf bei den Deutschen Meisterschaften gewann sie 1949 Bronze, 1950 und 1951 Silber und Gold in den Jahren 1952, 1953, 1954 und 1955.
Die deutsche Meisterschaft im Fünfkampf gewann sie 1950, 1952, 1953 und 1954. 1951 wurde sie Vizemeisterin.
Des Weiteren wurde sie bei Deutschen Meisterschaften 1952 Vizemeisterin im 200-Meter-Lauf und erreichte 1953 den dritten Platz im Weitsprung.
Bei den Olympischen Spielen 1952 in Helsinki gewann sie die Bronzemedaille im 80-Meter-Hürdenlauf hinter der Australierin Shirley Strickland de la Hunty (Gold) und der Russin Marija Golubnitschaja (Silber). In der 4-mal-100-Meter-Staffel gewann sie die Mannschaftssilbermedaille zusammen mit ihren Teamkolleginnen Ursula Knab, Helga Klein und Marga Petersen, hinter dem Team aus den USA (Gold) und vor dem Team aus Großbritannien (Bronze). Außerdem wurde sie Fünfte im Endlauf über 100 Meter.
Bei den Europameisterschaften 1954 in Bern gewann sie zwei Silbermedaillen: im Fünfkampf (4485 Punkte) und in der 4-mal-100-Meter-Staffel.
Bei einer Größe von 1,65 m hatte sie ein Wettkampfgewicht von 69 kg.
1956 wurde Maria Sander mit dem Rudolf-Harbig-Gedächtnispreis ausgezeichnet. Bereits am 27. Oktober 1952 wurde sie durch Verleihung des Silbernen Lorbeerblattes geehrt.